# Le Courrier de l'Escaut
 (janvier 2010).

Le Courrier de l'Escaut est le plus ancien journal belge encore diffusé. Sa zone de diffusion est le Hainaut Occidental (principalement les régions de Tournai, Ath et Mouscron). Une partie non négligeable du journal est consacrée aux faits régionaux et locaux.

## Historique

### Débuts

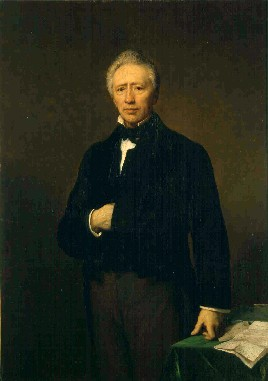
Barthélémy du Mortier.

Le Courrier de l'Escaut naît en 1829 dans un climat de révolte des Belges face aux abus du gouvernement du royaume uni des Pays-Bas.
Lors d'un banquet patriotique, Barthélemy Dumortier et quelques amis décident de créer un nouveau journal catholique qui soutiendra l'esprit de résistance. 
Le premier numéro paraît le 18 octobre 1829 sous la forme d'un prospectus expliquant la ligne éditoriale. Il connaît immédiatement un franc succès. Le journal permettra aux citoyens d'exprimer leurs craintes et leur mécontentement. Il est destiné à combattre « les abus et actes illégaux en les livrant à la publicité ». La tendance révolutionnaire du Courrier de l'Escaut s'accentue de plus en plus clairement. Le 30 juillet 1830, un mandat d'arrêt est lancé contre l'éditeur du journal mais les autorités ne réussirent pas à le capturer. Lorsque la révolution belge éclate véritablement à la fin du mois d'août, le courrier publie des appels aux volontaires pour soutenir les forces révolutionnaires à Bruxelles et il ouvre une souscription pour armer la garde bourgeoise. 
Le format du Courrier de l'Escaut continue sans cesse son agrandissement. Il devient un véritable quotidien en 1849. Le courrier était à sa création un journal unioniste, c'est-à-dire ni vraiment catholique ni libéral mais plutôt neutre. Cette neutralité s'efface cependant peu à peu, jusque dans les années soixante où les mentalités sont de plus en plus tranchées. Le journal devient strictement catholique en 1867, ayant pourtant déjà abandonné sa devise « Union et patriotisme » dès 1846. Il critique ouvertement la franc-maçonnerie dans presque chaque édition. Léon Mallié père prend la direction de la rédaction du courrier, il modernise les installations et crée en 1879 le tournaisien, un journal satirique (qui deviendra la semaine populaire en 1887). Le Courrier de l'Escaut, bien qu'il ne sera jamais aussi incisif que son « petit frère », devient aussi polémique en critiquant certaines actions politiques. En 1889, le Courrier de l'Escaut est le premier journal belge qui remplace la composition manuelle par les linotypes.

### La Première Guerre mondiale
Le journal cesse de publier le 3 octobre 1914 car les allemands occupent la région mais il réapparaît en novembre 1915 sous la forme d'un substitut: le Bulletin régional du Courrier de l'Escaut, publication neutre qui donne des nouvelles régionales et des dépêches de guerre tout en faisant comprendre au lecteur que le journal est censuré pour celles-ci. Le véritable courrier refait surface le 12 novembre 1918, un jour après l'armistice, on peut y lire : « L'abominable cauchemar qui pesait sur nous depuis 4 ans a pris fin, la délivrance est venue ! » . Il faudra néanmoins attendre mars 1919 pour que le journal reprenne son format d'avant-guerre.

### Seconde Guerre mondiale
Le journal continue de paraître au début de l'occupation, mise à part un arrêt de quelques mois à la suite des bombardements de Tournai, car la ville est une région fortement sinistrée et il faut fournir des nouvelles aux familles que la guerre a dispersées. Mais le journal devra finalement cesser son activité par ordre des autorités car le rédacteur refusait de publier un article en faveur du travail volontaire en Allemagne. Le journal recommence à être publié le 4 septembre 1944.

### Entre-deux-guerres et après-guerre
Les clichés photographiques apparaissent dès le début des années vingt. La bande dessinée suivra peu avant 1940. Cependant, durant l'entre-deux-guerres, le chiffre de population des communes où le journal trouve une part importante de sa clientèle est un phénomène général. Font seules exceptions les communes de la périphérie tournaisienne, du bassin carrier, Estaimpuis, etc. La natalité est en baisse et les possibilités d'emploi régional diminuent. De nombreuses personnes vont travailler en France. Tournai fournit du travail ou des moyens de déplacements à de nombreux ruraux. En conséquence, le Courrier de l'Escaut va étendre progressivement la surface consacrée à l'information régionale (15 à 20%) et la diversifier. Il va continuer de donner écho aux manifestations des associations locales : fêtes patronales de fanfares ou d'autres groupements, conférences, banquets, représentations théâtrales, etc. Le journal, moyen de diffusion, annonce ces manifestations et le journal, système de consécration publique, en donne le compte rendu. Le journal voit son rôle d'informateur se développer. On y trouve des listes d'état-civil, des communiqués d'administrations communales, des comptes rendus de séances de conseil communal, la mention des services pharmaceutiques pour le dimanche et lors de la seconde guerre mondiale des informations sur le ravitaillement, etc.
La note la plus frappante de l'époque est peut-être la place accordée aux mouvements organisés: Mutuelles, JOC, Syndicat, ACJB...Ligue des femmes après la guerre, principalement donc à tous les mouvements chrétiens, mais aussi à des mouvements dont la neutralité semble évidente, la Croix Rouge par exemple, ou des mouvements de classes moyennes.
Après la guerre, le Courrier de l'Escaut assurera de la même manière les informations relatives au P.S.C. Dans le même esprit, il assure une large information sur les diverses sections sportives locales comme le football, le cyclisme, le jeu de balle, le sport canin, la colombophilie, mais aussi sur les sections de supporters des clubs tournaisiens.  

### Grands changements
Le courrier subit de grands changements dans la période d'après-guerre. Il se dote d'une clicherie moderne en 1954, il comporte de plus en plus de pages spéciales (exemple : « par et pour les jeunes »), la région de publication s'étend au-delà du tournaisis, la rédaction ouvre un second bureau à Ath en 1956, il devient un quotidien du matin en 1965 (auparavant il paraissait le soir), et la couleur fait son apparition dans la page du titre.
Les pages nationales et internationales seront imprimées dans la presse du journal Vers l'avenir à Namur, mais les journalistes peuvent aider à les élaborer lorsque celles-ci ont trait au Hainaut, au Nord de la France ou aux Flandres. Ceux-ci continueront à se charger des pages régionales et locales, imprimées dans l'atelier tournaisien.
La photocomposition est utilisée en 1976 pour les pages imprimées à Namur, et en 1977 pour les autres. Le plomb disparaît totalement du Courrier de l'Escaut.

### Reconnaissance

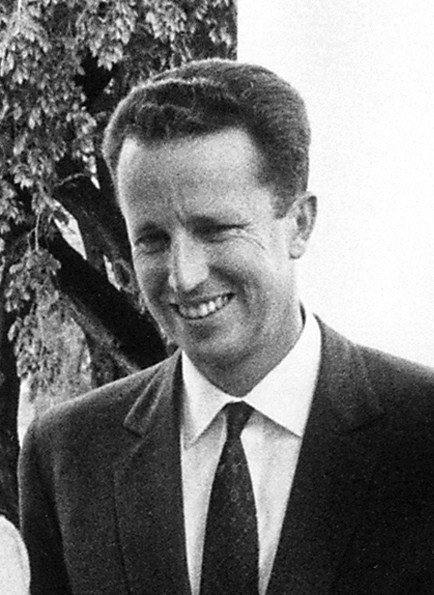
Roi Baudouin de Belgique.

Le mardi 9 octobre 1979, le roi Baudouin de Belgique vient visiter l'exposition mise sur pied dans le cadre du 150e anniversaire du Courrier de l'Escaut, le plus ancien journal de Belgique et plus ancien quotidien de langue française du monde.
Le 10 septembre 1983 est le jour d'inauguration d'un monument à la mémoire du fondateur Barthélémy Charles Dumortier.

### Journal contemporain
Le journal compte plus ou moins 80 000 abonnés en 1984. À l'aube du XXIe siècle, le journal est une société anonyme où les « Editions de l'Avenir » détiennent 80 % du capital, et la famille Desclée 20%. L'aire de diffusion du quotidien s'étend sur les arrondissements administratifs de Tournai et d'Ath, les cantons de Lessines et D'Enghien, la ville de Renaix et l'arrondissement de Mouscron. Il n'est pas vendu en France.
Le Courrier de l'Escaut ne connut que quelques grands patrons durant son existence. Léon-Séverin et Léon-Pierre Mallié furent tous deux à la tête du journal, avec quelque interruption jusque 1957 où Jacques P. Desnerck, docteur en droit, avec son bras-droit André Servais, prit la direction du journal pour y rester actif, d'une manière ou d'une autre jusque 1997 où il fut emporté, atteint d'une longue maladie. Homme compétent et respecté il fut comme les Mallié un des grands patrons de journaux belges, aux engagements nationaux et internationaux dans la presse catholique, et eut la délicate tâche de devoir, la mort dans l'âme, gérer la concentration des journaux qui était de mise à cette époque, les rotatives étant devenues impayables dans la presse belge pour les journaux de province se reposant sur quelques familles, dont la sienne. On notera le rôle éminent que joua aussi, dans ce duo, en réalité un triumvirat, Jean Desclée de Maredous (1920-2010), juriste fin et racé issu également d'une illustre famille qui eut de tous temps à cœur les intérêts du Tournaisis.

## Composition du journal
L'hebdomadaire Le courrier de l'Escaut se compose de trois parties : le cahier principal, avec l'actualité nationale et internationale ; le cahier central (détachable) sur le Hainaut Occidental ; et le cahier Sport, intitulé « Tout le sport ». Le samedi, un cahier supplémentaire assez important est présent dans le journal, intitulé « Deuzio », il est plutôt consacré à la détente et au loisirs. On peut y trouver des petites annonces, le programme Télé de toute la semaine et bien d'autres choses encore. Le nombre de pages de chaque cahier peut varier d'une édition à une autre.

### Cahier principal
Le cahier central est constitué de deux parties, la première composée des pages Info (info Monde, info pratique...) et la seconde des pages culture intitulées « côté Mag ». Le cahier principal se compose de la Une du journal avec les faits les plus intéressants pour le public cible (ils peuvent être internationaux, nationaux, régionaux ou locaux). La page de couverture comprend aussi une ou plusieurs publicités. Les deux pages suivantes se constituent généralement d'un article d'une certaine consistance, à cheval sur celles-ci. Sur le bord gauche de la page 2, le journal publie quotidiennement trois courtes rubriques, respectivement nommées « Billet », « A la loupe » et « Arrêt sur image ». La supérieure est une carte blanche relatant la pensée d'un homme, connu ou non, sur un sujet défini. La rédaction observe un fait à « la loupe » à l'aide d'un schéma dans la deuxième et la troisième est un article bref qui commente une photo prise par un journaliste. Les pages qui suivent concernent tous les domaines, sauf la culture, tant au niveau international que national. La dernière page des pages Info reprend les cotations des différentes bourses et marchés de change. 
Le « côté Mag » (partie du journal qui est commune aux journaux l'avenir, le jour et le courrier) se compose de plus ou moins six pages d'infos culturelles, de deux pages de programme télévision suivies de deux pages sur lesquelles on retrouve la météo, un extrait BD, des mots croisés...La dernière de couverture du journal est consacrée à l'espace « Forum » où on trouve, un dessin du caricaturiste de Sondron, le courrier des lecteurs, les résultats de jeux de hasard (comme le Lotto, etc.) et un sondage.

### Cahier central
Le cahier central est consacré aux infos propres au Hainaut Occidental. La page de couverture se compose d'un article sur le fait local le plus important. Le nombre de pages du cahier varie. Les infos sont habituellement classées géographiquement selon Tournai et sa région, Ath et sa région et Mouscron et sa région. Celles-ci sont suivies des faits divers, d'une rubrique nécrologique et de quelques petites annonces.

### Cahier Sport
Le cahier Sport s'intitule « Tout le Sport ». Ce cahier est également commun aux journaux l'avenir, le jour et le courrier. On y parle du sport régional comme du sport international, des résultats sportifs, toutes catégories confondues. Le courrier accorde une attention toute particulière au football, certainement l'un des sports des plus répandus dans la région.

## Changements du courant de l'année 2010
Le Courrier de l'Escaut a changé d’appellation et de structure dans le courant du mois de juin 2010. En effet, tous les journaux édités par le groupe Vers l'avenir ont adopté une marque commune, avec chacun en sous-titre la région ciblée. Seul le cahier régional reste différent dans chaque journal. Le site internet change et devient lavenir.net.